# Kerkhofkapel (Cauberg)

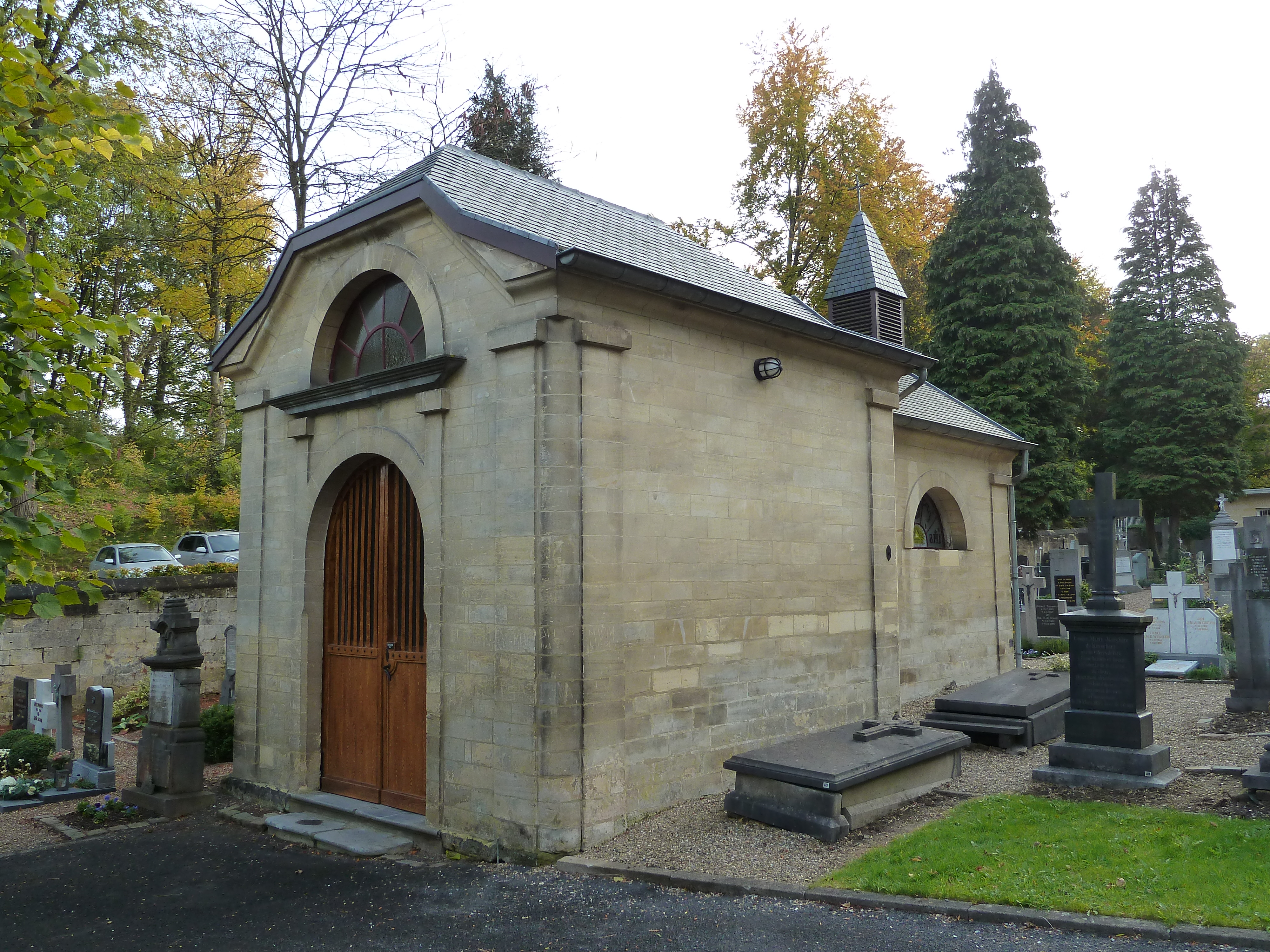
Kerkhofkapel Cauberg

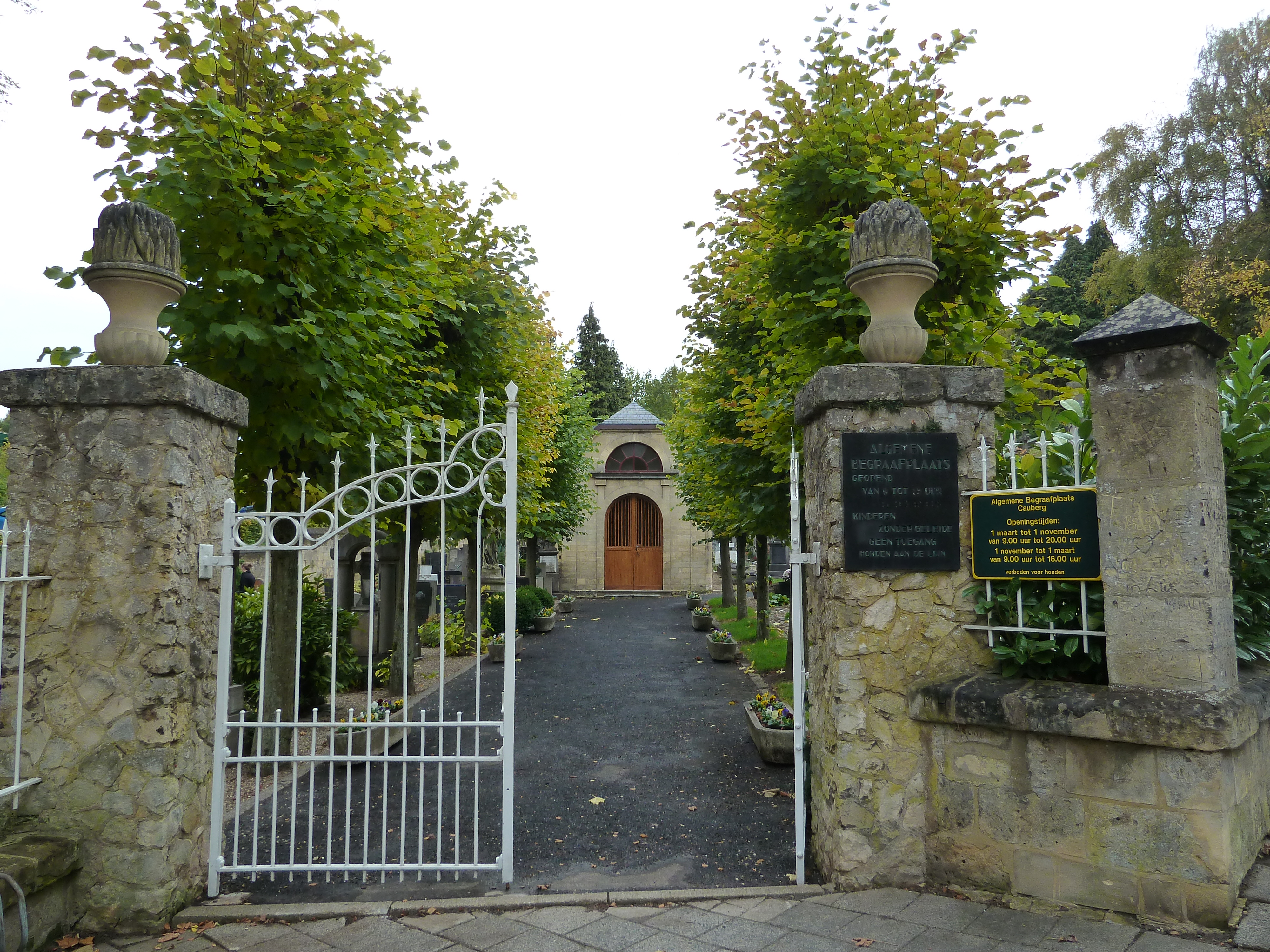
Kerkhofkapel Cauberg

De Kerkhofkapel Cauberg is een kapel in Valkenburg in de Nederlands Zuid-Limburgse gemeente Valkenburg aan de Geul. De kapel staat op de begraafplaats Cauberg op de Cauberg aan de zuidwestzijde van het stadje.

## Geschiedenis
In 1836-1837 werd de begraafplaats aangelegd en meteen daarna werd de kapel gebouwd.
Op 14 maart 1967  werd de kapel ingeschreven in het rijksmonumentenregister.

## Bouwwerk
De kapel is opgetrokken in Limburgse mergel in neoclassicistische stijl. Het gebouw bestaat uit een breder schip, gedekt door een hoger wolfsdak, en smaller koor, gedekt door een lager zadeldak met dakruiter. Het gehele dak wordt door leien gedekt. De frontgevel bestaat uit een rondboogvormige ingang met daarin een houten deur die deels met spijlen is gesloten. Boven de rondboog bevindt zich een tweede rondboog met halfrond timpaan. Op de hoeken van de frontgevel bevinden zich lisenen. Aan beide zijkanten van het koor is een halfrond venster geplaatst.
Van binnen is de kapel wit gepleisterd. Op de scheiding van het schip met het koor is een smeedijzeren hek aangebracht. In het koorgedeelte staat een altaar met daarboven een calvariegroep, bestaande uit Jezus aan het kruis in het midden, met daar links en rechts van de beelden van Maria en Johannes.